# Алексеев, Никита Сергеевич (футболист)
Ники́та Серге́евич Алексе́ев (род. 9 января 2002, Лукино, Нижегородская область) — российский футболист, вратарь клуба «Урал», на правах аренды перешёл в «Пюник».

## Биография
Начинал заниматься футболом с пяти лет, но о дальнейшей карьере в данном виде спорта на тот момент не задумывался. Лишь после перехода в нижегородскую академию поставил цель стать профессионалом.
Начиная с 2016 года участвовал в играх за подмосковную школу «Мастер-Сатурн» среди юношеских команд, а в 2019 году дебютировал на взрослом уровне, проведя 10 матчей в 3-м российском дивизионе за УОР № 5.
Дебютировал за молодёжную команду УОР № 5 17 октября 2020 года в матче 6-го тура молодёжного первенства против «Уфы» (0:0), выйдя в стартовом составе команды.
22 февраля 2022 года перешёл на правах свободного агента в новотроицкий клуб «Носта», в котором отыграл 6 матчей и пропустил 7 мячей.
22 августа 2022 года перебрался в «Урал». Дебютировал за основную команду 31 августа 2022 года в матче Кубка России против «Сочи» (2:0), проведя на поле все 90 минут. А уже 11 сентября 2022 года дебютировал в чемпионате России против московского «Торпедо» (2:0), в котором отбил пенальти от Давида Караева, став третьим вратарём в истории РПЛ, начавшим карьеру с отражённого 11-метрового удара.

## Статистика выступлений

### Клубная
| Клуб             | Сезон            | Лига | Лига | Лига          | Кубки | Кубки | Кубки         | Итого | Итого | Итого         |
| Клуб             | Сезон            | Игры | Голы | Матчи на ноль | Игры  | Голы  | Матчи на ноль | Игры  | Голы  | Матчи на ноль |
| ---------------- | ---------------- | ---- | ---- | ------------- | ----- | ----- | ------------- | ----- | ----- | ------------- |
| Носта            | 2021/22          | 2    | −3   | 0             | —     | —     | —             | 2     | −3    | 0             |
| Носта            | 2022/23          | 4    | −4   | 1             | —     | —     | —             | 4     | −4    | 1             |
| Носта            | Итого            | 6    | −7   | 1             | —     | —     | —             | 6     | −7    | 1             |
| Урал             | 2022/23          | 1    | 0    | 1             | 2     | −2    | 1             | 3     | −2    | 2             |
| Урал             | Итого            | 1    | 0    | 1             | 2     | −2    | 1             | 3     | −2    | 2             |
| → Урал-2         | 2022/23          | 6    | −8   | 1             | —     | —     | —             | 6     | −8    | 1             |
| → Урал-2         | 2023             | 7    | −9   | 2             | —     | —     | —             | 7     | −9    | 2             |
| → Урал-2         | Итого            | 13   | −17  | 3             | —     | —     | —             | 13    | −17   | 3             |
| Всего за карьеру | Всего за карьеру | 20   | −24  | 5             | 2     | −2    | 1             | 22    | −26   | 6             |